# Albert av Orlamünde
Albert av Orlamünde, död 1245, var en dansk riksföreståndare, systerson till kung Valdemar Sejr.
Albert erhöll 1204 Holstein i förläning av Valdemar, deltog på dennes sida i striderna med de tyska furstarna och företog 1217 ett korståg till Livland. Vid Valdemars tillfångatagande 1223 blev han riksföreståndare; som sådan sökte han värja Danmarks besittningar mot en allians av tyska furstar, men förlorade 1225 i slaget vid Mölln sin frihet. För att årervinna denna måste han 1227 avstå vissa landområden men erhöll i stället 1229 av Valdemar förläningar på Als.